# Helena Kowalik-Ciemińska
Helena Kowalik, właściwie Kowalik-Ciemińska (ur. 1941) – polska dziennikarka i pisarka specjalizująca się w sprawach kryminalnych.

## Życiorys
Helena Kowalik ukończyła polonistykę na Uniwersytecie Wrocławskim. Studiowała także dziennikarstwo na Uniwersytecie Warszawskim.
Przez 40 lat pracowała jako dziennikarka, m.in. „Życia Warszawy”, „Przeglądu Tygodniowego” „Przeglądu”, „Prawa i Życia”. Pisała głównie o sprawach karnych, sprawozdania z rozpraw sądowych oraz pitawale. Autorka kilkunastu książek, głównie zbiorów reportaży, lecz także dwóch powieści (Człenio, Córka Kaina). Prowadziła stronę internetową trop-reportera.pl.
Zdobyła m.in.: III Nagrodę im. Bolesława Prusa za całokształt pracy w dziennikarstwie (1991); nagrodę Ogólnopolskiego Radiowego Konkursu „Melchiory” w kategorii „Inspiracje roku 2010” za „uporczywe i konsekwentne dążenie do prawdy w reportażach sądowych”; Nagrodę Specjalną Krajowego Klubu Reportażu za całokształt twórczości (2016).
Od 2003 wchodzi w skład Rady Etyki Mediów (REM), w tym od 2004 jako sekretarz, a od 2011 wiceprzewodnicząca. W 2014 Sąd Okręgowy w Toruniu, choć opinię Kowalik na temat dziennikarzy toruńskich „Nowości” wydaną w ramach działalności w REM ocenił jako „jaskrawo nierzetelną i po części absurdalną”, uniewinnił ją od zarzutu pomówienia. W 2015 Sąd Okręgowy w Warszawie prawomocnie zobowiązał Kowalik do przeproszenia Anny Marszałek i Bertolda Kittela za „obraźliwe sformułowania oraz nieprawdziwe informacje” zawarte w opinii REM. 

## Publikacje książkowe
- Wyjście z lasu, Warszawa : Iskry, 1977, OCLC 751000142.
- Wiesz pan, skąd ja jestem?, Warszawa : Iskry, 1978, OCLC 804458079.
- Chleb, który nie bodzie, Warszawa : Krajowa Agencja Wydawnicza, 1978, OCLC 804640462.
- Mielizna, Warszawa : Iskry, 1981, ISBN 83-207-0318-2.
- Mali ludzie Gierka, Kościan : Omnibus, 1990, ISBN 83-85072-72-1.
- Opolski exodus, Opole : Wojewódzki Ośrodek Informacji Naukowej w Opolu, 1990.
- Wysoka Izbo (wraz z Anną Grigo), ADP Wokanda, 1991.
- Człenio, Warszawa ; Bydgoszcz : Oficyna Wydawnicza Branta, 2008, ISBN 978-83-60186-83-1.
- Córka Kaina, Warszawa ; Bydgoszcz : Oficyna Wydawnicza Branta, 2009, ISBN 978-83-60186-96-1.
- Warszawa Kryminalna, tom I, Warszawa : Muza, 2010, ISBN 978-83-7495-856-1.
- Warszawa Kryminalna, tom II, Warszawa : Muza, 2012, ISBN 978-83-7758-175-9.
- Hipokrates przed sądem : pacjent kontra lekarz : głośne procesy na gorąco z sali sądowej, Warszawa : Muza, 2013, ISBN 978-83-7758-477-4.
- Miłość, zbrodnia i kara, Warszawa : Muza, 2016, ISBN 978-83-287-0210-3.
- Peerel zza krat : głośne sprawy sądowe z lat 1945–1989, Warszawa : PWN, 2019, ISBN 978-83-01-20414-3.
- Przed sądem II RP : przebiegłe kochanki, pospolite zbiry, zazdrośni mężowie, Warszawa : Muza Sport i Turystyka, 2020, ISBN 978-83-287-1390-1.
- Słynne procesy II Rzeczypospolitej, Warszawa : Muza Sport i Turystyka, 2020, ISBN 978-83-287-1270-6.
- Sądowe znaki zapytania, Warszawa : Muza, 2021, ISBN 978- 83-287-1876-0.
- Polowanie (wraz z Szymonem Krawcem), Warszawa : Agencja Wydawniczo-Reklamowa Wprost, 2023, ISBN 978-83-939825-0-9.

Publikowała także literackie reportaże w seriach „Ekspres reporterów” KAW oraz „Białe Plamy” Oficyny Literatów Rój.